# Postcardware
Los programas postcardware comparten muchas características con los freeware y shareware, y al igual que estos pueden tener licencias que impongan, o no, algunas restricciones. Su nombre se debe a que el autor solicita que se le mande una postal para poder utilizar el programa. Muchas veces el envío de esta postal aparece como un simple ruego y es opcional.
Este método de uso es similar al beerware. Una variación, Emailware, utiliza el mismo método pero el autor requiere que se le envie un correo electrónico.

## Software
Software que utiliza la licencia postcarware:
- El concepto fue originalmente usado por Aaron Giles, autor de JPEGView.[1]
- El juego roguelike Ancient Domains of Mystery, cuyo autor colecta postales de todo el mundo.
- Orbitron.
- Exifer.

Se puede llamar también freeware.